# Гроджиски окръг
Гроджиски окръг (на полски: Powiat grodziski) е окръг в Западна Полша, Великополско войводство. Заема площ от 641,87 км2. Административен център е град Гроджиск Велкополски.

## География
Окръгът се намира в историческия регион Великополша. Разположен е в западната част на войводството.

## Население
Населението на окръга възлиза на 50 633 души (20112 г.). Гъстотата е 79 души/км2.

## Административно деление
Административно окръгът е разделен на 5 общини.
Градско-селски общини:
- Община Велихово
- Община Гроджиск Велкополски
- Община Раконевице

Селски общини:
- Община Граново
- Община Каменец

## Галерия
- Велихово
- Гроджиск Велкополски
- Раконевице